# Asz-Szálih Iszmáíl egyiptomi szultán
Asz-Szálih Iszmáíl, trónra lépése előtt Imád ad-Dín Iszmáíl ibn an-Nászir Muhammad (1325 k. – Egyiptom, Kairó, 1345 júliusa) an-Nászir Muhammad fia, az egyiptomi türk (elterjedt, de pontatlan elnevezéssel bahri) mamlúkok tizenhatodik szultánja, egyben az 1382-ig uralkodó kalávúnida dinasztia hetedik tagja volt (uralkodott 1342. június 28-tól haláláig). Teljes titulusa al-Malik asz-Szálih, melynek jelentése: „a jó/erényes király”.

## Uralkodása
Azután került trónra – negyedikként Muhammad szultán nyolc fia közül –, hogy féltestvérét, a jordániai al-Karakba települt an-Nászir Ahmadot a kairói mamlúk emírek trónfosztottnak nyilvánították. Iszmáíl uralma viszonylag ifjú kora ellenére stabilnak ígérkezett, mivel az előkelőségek mintegy fél évszázada nem alkalmazott módon kölcsönös szerződést kötöttek vele elismerésekor. Helyzetét ugyanakkor nehezítette, hogy két hajdani szultán is életben volt még fivérei közül: a karaki Ahmadot csak hét hadjárattal tudta megtörni (közben 1343-ban sikertelen puccskísérletre került sor restaurációja érdekében), és 1344 júliusának végén a bonyodalmak elkerülése végett titokban megölette. A még mindig gyermek al-Asraf Kúdzsuk, aki korára való tekintettel a fellegvár női részlegében élt, a szultán anyjának esett áldozatául saját anyjával együtt. 
Rövid uralkodása során mostohaapja, Argún al-Alái, illetve nevelője, Anbar asz-Szaharti volt rá nagy befolyással. Utóbbi a hárem főeunuchja volt, és felemelkedése együtt járt a palota személyzete és női lakói hatalmának megnövekedésével. A fiatal szultán hamarosan elmerült a hárem nyújtotta élvezetekben, és hatalmas összegeket költött az élvhajhászatra, miközben a palotabeliek egyre több előjogot követeltek maguknak, és a mamlúk katonai előkelőségekhez hasonlóan kezdtek viselkedni. Mindezt betetőzte, hogy a szultán egy hárembeli énekesnőt, bizonyos Ittifákot vett feleségül.
A mértéktelen költekezés a költséges, ám eredménytelen hadjáratokkal párosulva rövid úton kimerítette a kincstárat, a kormányzat gyengesége nyomán pedig birodalomszerte megromlott a közbiztonság: a beduin törzsek fosztogatásokba és belharcokba kezdtek, ellehetetlenítve a kereskedelmet és mezőgazdasági termelést, ami az infláció gyors növekedéséhez vezetett. Ezt csak némileg ellensúlyozta, hogy a szultán privilégiumokkal ösztönözte a velencei kereskedők egyiptomi tevékenységét, amit a fél évszázados pápai embargó feloldása is segített.
Iszmáíl uralma rövid ideig tartott: 1345 júliusában ágynak esett és elhunyt. A trónon végakaratának megfelelően édestestvére, al-Kámil Saabán követte, aki mellett továbbra is Argún al-Alái gyakorolta a tényleges hatalmat.